# Бизенка
Бизенка — река в России, протекает в Омутнинском районе Кировской области. Устье реки находится в 4,4 км по левому берегу реки Чернушка. Длина реки составляет 10 км.
Исток реки на Верхнекамской возвышенности в 7 км к юго-востоку от села Лесные Поляны . Река течёт на север, затем поворачивает на восток. Всё течение проходит по ненаселённому заболоченному лесному массиву. Впадает в Чернушку западнее посёлка Лупья (Леснополянское сельское поселение).

## Данные водного реестра
По данным государственного водного реестра России относится к Камскому бассейновому округу, водохозяйственный участок реки — Кама от истока до водомерного поста у села Бондюг, речной подбассейн реки — бассейны притоков Камы до впадения Белой. Речной бассейн реки — Кама.
По данным геоинформационной системы водохозяйственного районирования территории РФ, подготовленной Федеральным агентством водных ресурсов:
- Код водного объекта в государственном водном реестре — 10010100112111100000696
- Код по гидрологической изученности (ГИ) — 111100069
- Код бассейна — 10.01.01.001
- Номер тома по ГИ — 11
- Выпуск по ГИ — 1